# Leprechaun Returns
Série
Leprechaun: Origins (reboot)
(2014)
Pour plus de détails, voir Fiche technique et Distribution.
Leprechaun Returns est une comédie horrifique américaine réalisée par Steven Kostanski, sorti en 2018 en VàD. C'est le huitième film de la franchise horrifique Leprechaun et se veut une suite directe au premier Leprechaun, sorti en 1993.

## Synopsis
L'abominable Leprechaun est malencontreusement sorti de son sommeil par des étudiantes en vacances. Plus redoutable que jamais, son seul et unique but est de retrouver son or perdu et punir ceux et celles qui se mettront sur sa route.

## Fiche technique
Sauf indication contraire, les informations mentionnées dans cette section peuvent être confirmées par la base de données cinématographiques IMDb,  présente dans la section « Liens externes ».
- Titre original : Leprechaun Returns
- Réalisation : Steven Kostanski
- Scénario : Suzanne Keilly
- Musique : Andries Smit
- Photographie : Trevor Calverley
- Direction artistique : Graeme Cowie
- Costumes : Aimee Van Der Merwe
- Montage : Christopher Minns
- Production : Daniel Iron et Lance Samuels
- Producteurs délégués : Josh Van Houdt
- Sociétés de production : Blue Ice Pictures, Out of Africa Entertainment et Syfy
- Sociétés de distribution : Syfy, Lionsgate
- Pays d'origine :  États-Unis
- Langues originales : anglais
- Format : Couleur - 1.85 : 1 - son Stereo
- Genre : Comédie horrifique et fantastique
- Durée : 86 minutes
- Dates de sortie :
  - États-Unis : 11 décembre 2018 (en VàD) ;  mars 2019 sur Syfy
  - France : 11 décembre 2018 (en VàD, VOSTFR)
- interdit aux moins de 12 ans

## Distribution
- Taylor Spreitler : Lila Reding
- Pepi Sonuga : Katie
- Sai Bennett : Rose
- Linden Porco : le Leprechaun
- Mark Holton : Ozzie
- Ben McGregor : Andy
- Emily Reid : Meredith
- Oliver Llewellyn Jenkins : Matt
- Heather McDonald : voix de Tory Reding
- Leon Clingman : le conseiller universitaire

## Production
En mars 2018, la chaîne américaine SyFy annonce la production d'un huitième film de la franchise Leprechaun dont les événements se déroulent tout juste 25 ans après le premier film. Pour le rôle du Leprechaun, incarné 6 fois par Warwick Davis, c'est le comédien Linden Porco qui est choisi par la chaîne. Mark Holton reprend quant à lui le rôle d'Ozzie.